# Glyn Jones (velšský spisovatel)
Glyn Jones (28. února 1905 – 10. dubna 1995) byl velšský romanopisec, básník a literární historik. Narodil se v Merthyr Tydfil do velšsky mluvící rodiny, ale vzděláván byl v angličtině. Svou první básnickou sbírku vydal v roce 1939 a později vydal několik dalších. Rovněž vydal několik sbírek povídek a tři romány: The Valley, The City, The Village (1956), The Learning Lark (1960) a The Island of Apples (1965). Byl prezidentem velšské literární akademie. V roce 1974 mu byl udělen čestný titul na University of Wales.